# Ribellione di Dersim
La ribellione di Dersim (in turco Dersim İsyanı, in curdo Serhildana Dêrsimê‎) fu una rivolta dei curdi aleviti contro il governo turco nella regione di Dersim, nella Turchia orientale, corrispondente alle parti della provincia di Tunceli, della provincia di Elazığ e della provincia di Bingöl. La ribellione fu guidata da Seyid Riza, un capo della tribù Abasan. Come risultato della campagna militare delle forze armate turche nel 1937 e 1938 contro la ribellione e il massacro di Dersim talvolta chiamato genocidio di Dersim, di civili, migliaia di zaza aleviti morirono e molti altri rimasero sfollati interni.
Il 23 novembre 2011, il primo ministro turco Recep Tayyip Erdoğan si è scusato per il massacro di Dersim, descrivendolo come "uno degli eventi più tragici della nostra storia vicina", aggiungendo che, mentre alcuni hanno cercato di giustificarlo come una legittima risposta agli eventi su terra, si trattava in realtà di "un'operazione pianificata passo dopo passo". Tuttavia, questa dichiarazione è stata vista con sospetto da alcuni, ritenendola "come una mossa opportunistica contro il principale partito di opposizione, il laico CHP".

## Contesto

### Periodo ottomano
Le tribù curde, che erano comunità feudali (manioriali) guidate da capi (agha) durante il periodo ottomano, godevano di un certo grado di libertà all'interno dei confini dei manieri di proprietà degli agha. L'autorità locale in queste piccole comunità feudali era nelle mani di signori feudali, capi tribù e altri dignitari, che possedevano la terra e governavano i contadini che vivevano e lavoravano nelle loro proprietà. Tuttavia, l'autorità politica generale nelle province, come Dersim, era nelle mani del governo ottomano.

### Prima era repubblicana
Dopo l'istituzione della Repubblica di Turchia nel 1923, alcune tribù curde e Zaza divennero scontente di alcuni aspetti delle riforme di Atatürk per la modernizzazione della Turchia, come il secolarismo e la riforma agraria, e organizzarono rivolte armate che furono represse dall'esercito turco.
Dersim era stata una provincia particolarmente difficile da controllare per il governo ottomano, con 11 diverse ribellioni armate tra il 1876 e il 1923. La posizione ribelle degli agha a Dersim continuò durante i primi anni della Repubblica di Turchia. Gli agha a Dersim si opponevano alla perdita di autorità nei loro affari feudali e si rifiutavano di pagare le tasse; le lamentele dei governatori provinciali di Dersim erano inviate al governo centrale di Ankara, che favoriva la riforma agraria e il controllo diretto sui terreni agricoli del paese, nonché la pianificazione statale per la produzione agricola. In un rapporto del ministero dell'Interno del 1926 ritenne necessario usare la forza contro gli agha di Dersim. Il 1º novembre 1936, durante un discorso in parlamento, Atatürk descrisse Dersim come il problema interno più importante della Turchia.

#### Legge sul reinsediamento
Il processo di turchizzazione iniziò con la legge turca sul reinsediamento del 1934. Le sue misure includevano il trasferimento forzato di persone all'interno della Turchia, con l'obiettivo di promuovere l'omogeneità culturale. Nel 1935 fu approvata la legge di Tunceli per applicare la legge sul reinsediamento alla nuova regione di Tunceli, precedentemente nota come Dersim e popolata da curdi e zaza aleviti. Questa zona aveva la reputazione di essere ribelle, essendo stata teatro di undici diversi periodi di conflitto armato negli ultimi 40 anni.

#### Legge "Tunceli"
La regione di Dersim comprendeva la provincia di Tunceli il cui nome fu cambiato da Dersim a Tunceli con la "Legge sull'amministrazione della provincia di Tunceli" (Tunceli Vilayetinin İdaresi Hakkında Kanun), n. 2884 del 25 dicembre 1935 del 4 gennaio 1936.

#### Quarto Ispettorato Generale
Al fine di consolidare la propria autorità nel processo di turchizzazione delle minoranze religiose ed etniche, la Grande Assemblea Nazionale Turca approvò la Legge n. 1164 del 25 giugno 1927 che consentiva allo Stato di istituire Ispettorati Generali. Dopo il Primo Ispettorato generale (1º gennaio 1928, provincia di Diyarbakır), il Secondo Ispettorato generale (19 febbraio 1934, provincia di Edirne) e il Terzo Ispettorato generale (25 agosto 1935, provincia di Erzurum), il quarto ispettorato generale (Dördüncü Umumi Müfettişlik) fu istituito nel gennaio 1936 nella tradizionale regione di Dersim, comprendente le province di Tunceli, Elazığ e Bingöl. Il quarto ispettorato generale era governato da un "comandante governatore" all'interno di un'autorità militare al quale gli fu affidata un'ampia autorità in materia giuridica, militare e civile. Aveva anche il potere di reinsediare o esiliare le persone che vivevano in città.
Il 1º novembre 1936, durante un discorso alla Grande Assemblea nazionale turca, Atatürk descrisse la situazione a Dersim come il problema interno più importante della Turchia.

## La ribellione

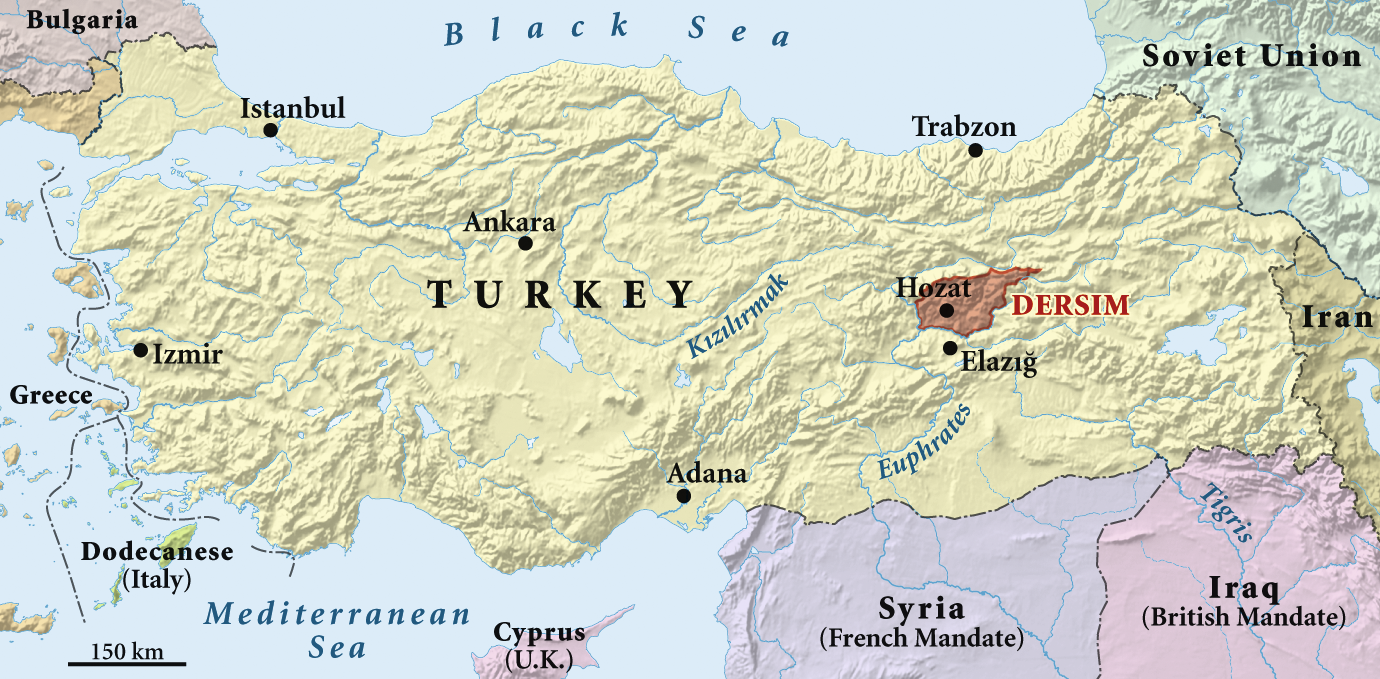
Una mappa del 1937 di Dersim che mostra la provincia centrale, Hozat

Dopo la legge "Tunceli", i militari turchi  costruirono posti di osservazione in alcuni distretti.
A seguito di incontri pubblici nel gennaio 1937, fu scritta una lettera di protesta contro la legge da inviare al governatore locale. Secondo fonti curde, gli emissari della lettera vennero arrestati e giustiziati. A maggio, un gruppo di persone del posto tese in risposta un'imboscata a un convoglio della polizia.

### Incontro alle cellule Halbori
Seyid Riza, il capo di Yukarı Abbas Uşağı, inviò i suoi seguaci alle tribù Haydaran, Demenan, Yusufan e Kureyşan per stringere un'alleanza.
Secondo le autorità turche, il 20-21 marzo 1937, alle 23:00, le tribù Demenan e Haydaran ruppero un ponte che collegava Pah e Kahmut nella valle di Harçik. L'Ispettore Generale diede l'ordine di preparare l'azione al 2º Battaglione Mobile della Gendarmeria a Pülümür, al 3º Battaglione Mobile della Gendarmeria a Pülür, al 9º Battaglione della Gendarmeria a Mazkirt e al Reggimento Mobile della Gendarmeria a Hozat, e inviò una compagnia di fanteria del 9º Battaglione mobile della gendarmeria a Pah.

## Operazioni militari turche

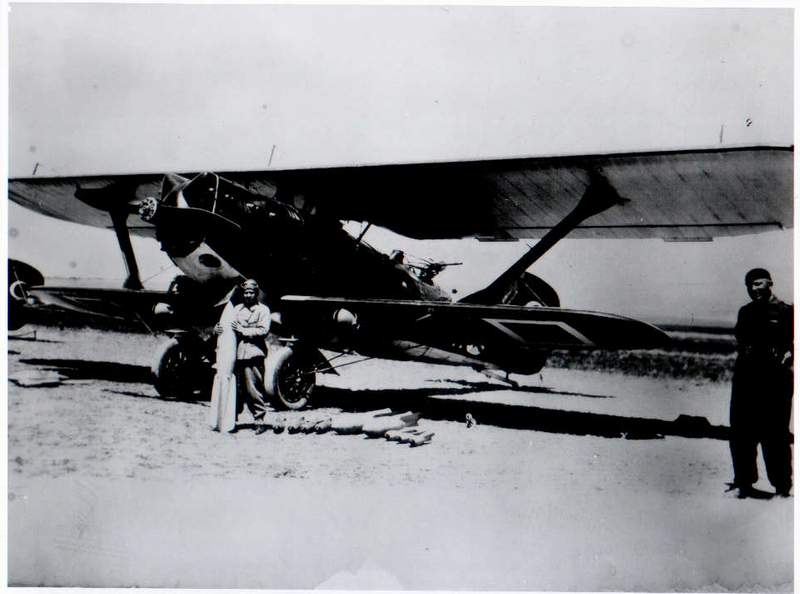
Sabiha Gökçen con in mano una bomba, prima dell'operazione di bombardamento su Dersim con il suo Breguet 19

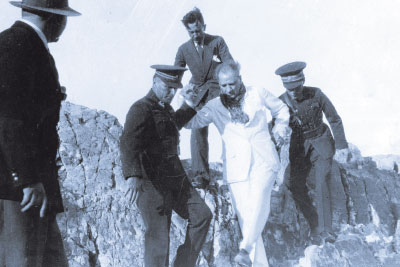
Il comandante del reggimento della guardia İsmail Hakkı Tekçe e Mustafa Kemal Atatürk nella regione di Tunceli nel 1937.

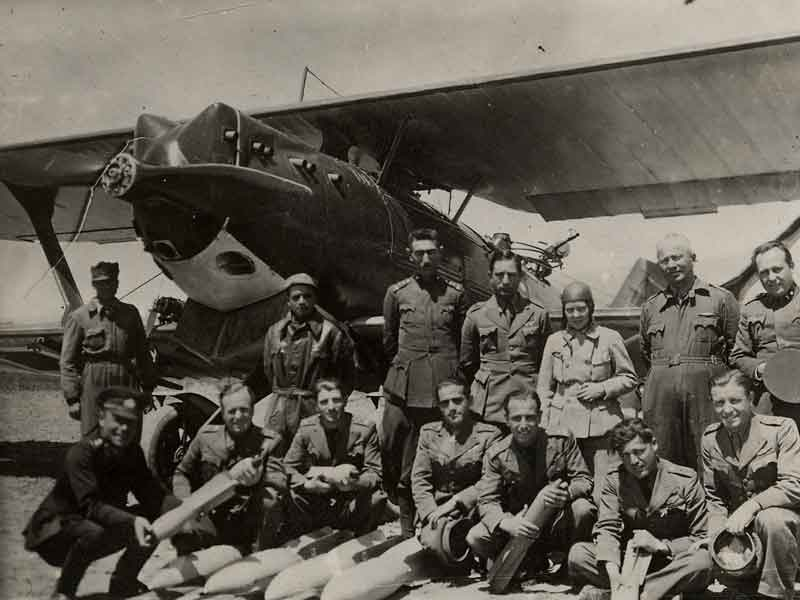
Sabiha Gökçen e i suoi colleghi davanti a un Breguet 19, 1937-38

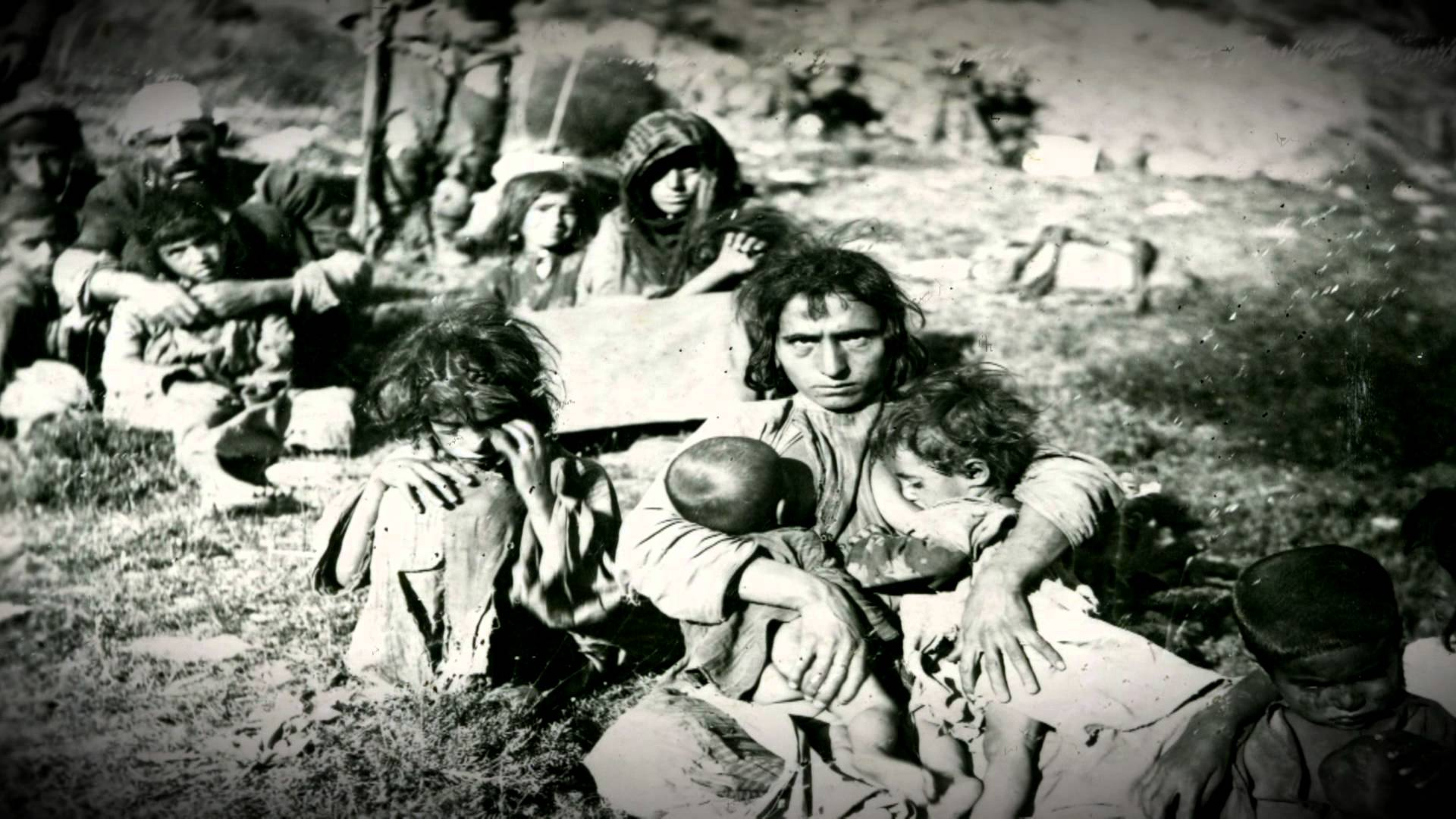
Gente locale di Dersim, 1938

Circa 25 000 soldati furono schierati per sedare la ribellione. Questo compito fu sostanzialmente completato entro l'estate e i capi della ribellione, incluso il capo tribù Seyid Riza furono impiccati. Tuttavia, i resti delle forze ribelli continuarono a resistere e il numero delle truppe nella regione fu raddoppiato. La zona fu anche bombardata dall'alto. I ribelli continuarono la resistenza fino a quando la regione fu pacificata nell'ottobre 1938.
Secondo Osman Pamukoğlu,  Atatürk aveva dato lui stesso l'ordine operativo a un generale dell'esercito turco negli anni '90.

### 1937

#### Prima operazione di Dersim
Il 10-12 settembre 1937, Seyit Rıza venne al palazzo del governo della provincia di Erzincan per colloqui di pace e fu arrestato. Il giorno successivo, fu trasferito al quartier generale dell'Ispettorato Generale a Elazığ e impiccato con 6 (o 10) dei suoi compagni il 15-18 novembre 1937. Ihsan Sabri Çağlayangil, che in seguito sarebbe diventato ministro degli Esteri, organizzò le prove e l'impiccagione dei capi della ribellione e di alcuni dei loro figli.
Le vittime furono:
- Seyit Rıza
- Resik Hüseyin (figlio di Seyit Rıza, 16 anni)
- Seyit Hüseyin (il capo della tribù Kureyşan-Seyhan)
- Fındık Aga (figlio di Yusfanlı Kamer Aga)
- Hasan Aga (della tribù Demenan, figlio di Cebrail Ağa)
- Hasan (figlio di un membro della tribù Kureyşan Ulkiye)
- Ali Aga (figlio di Mirza Ali)

Il 17 novembre 1937 Mustafa Kemal Atatürk si recò a Pertek per partecipare alla cerimonia di apertura del ponte Singeç. Nel suo viaggio a Elazığ lo stesso mese, fu accompagnato dal ministro degli Interni Şükrü Kaya e Sabiha Gökçen.

### 1938

#### Seconda operazione di Dersim
Il primo ministro, Celal Bayar (in carica: 25 ottobre 1937 – 25 gennaio 1939) aveva acconsentito a un attacco ai ribelli di Dersim. L'operazione iniziò il 2 gennaio 1938 e terminò il 7 agosto 1938.

#### Terza operazione di Dersim
La terza operazione a Tunceli fu effettuata tra il 10 e il 17 agosto 1938.

#### Operazioni di perlustrazione
Le operazioni di perlustrazione, iniziate il 6 settembre, proseguirono per 17 giorni.

#### Operazioni aeree
Gli aerei turchi effettuarono numerose sortite contro i ribelli durante la rivolta. Tra i piloti c'era la figlia adottiva di Kemal Atatürk, Sabiha Gökçen, la prima donna pilota di caccia turca. Un rapporto dello Stato Maggiore accennava ai "gravi danni" che erano stati causati da lei con di una bomba di 50 kg, su un gruppo di banditi in fuga.
Muhsin Batur, impegnato in operazioni per circa due mesi su Dersim, dichiarò nelle sue memorie che voleva evitare di parlare di questa parte della sua vita. Nuri Dersimi affermò che l'aviazione turca bombardò il distretto nel 1938 con gas velenosi.

### Massacri civili
Secondo un rapporto ufficiale del Quarto Ispettorato Generale, 13 160 civili furono uccisi dall'esercito turco e 11 818 persone vennero portate in esilio, spopolando la provincia. Secondo un'affermazione di Nuri Dersimi, molti membri della tribù furono uccisi dopo la resa e donne e bambini furono rinchiusi in fienili che vennero poi dati alle fiamme. Secondo McDowall, furono uccise 40 000 persone. Christian Gerlach riferisce che 30 000 curdi furono massacrati dall'esercito turco dopo la ribellione.
Hüseyin Aygün, un autore giurista, ha scritto nel suo libro Dersim 1938 and Obligatory Settlement: "La ribellione è stata chiaramente causata dalla provocazione. Ha causato le torture più violente che siano mai state viste in una ribellione negli anni repubblicani. Anche in quelli che non ebbero luogo nella ribellione le famiglie dei ribelli furono torturati."

### Numeri delle vittime
La stima britannica contemporanea del numero di morti era di 40 000, anche se questo numero potrebbe essere sovrastimato. È stato suggerito che il numero totale di decessi potrebbe essere di 7 594, oltre 10 000, o oltre 13 000 Circa 3 000 persone furono deportate con la forza da Dersim.

### Etnocidio
La politica di reinsediamento della popolazione ai sensi della Legge sul reinsediamento del 1934 era una componente chiave del processo di turchizzazione che iniziò ad essere attuato prima con il genocidio armeno nel 1915 quando la Turchia passò da una società pluralistica e multietnica a uno "stato-nazione turco unidimensionale". Lo studioso İsmail Beşikçi ha sostenuto che le azioni del governo turco a Dersim sono state un genocidio. Martin van Bruinessen ha sostenuto che le azioni del governo non erano genocidio, secondo il diritto internazionale, perché non erano finalizzate allo sterminio di un popolo, ma al reinsediamento e alla soppressione. Van Bruinessen ha invece parlato di un etnocidio diretto contro la lingua e l'identità locale. Secondo Van Bruinessen, la legge del 1934 ha creato "il quadro giuridico per una politica di etnocidio". Dersim è stato uno dei primi territori in cui è stata applicata questa politica.
Nel marzo 2011, un tribunale turco ha stabilito che le azioni del governo turco a Dersim non potevano essere considerate genocidio secondo la legge perché non erano dirette sistematicamente contro un gruppo etnico.

## Conseguenze

### Scuse
Il 23 novembre 2011, il primo ministro Recep Tayyip Erdogan si è scusato "a nome dello stato" per l'uccisione di oltre 13 000 persone durante la ribellione. Le sue osservazioni sono state ampiamente commentate sia all'interno che all'esterno della Turchia. I suoi commenti erano chiaramente diretti al leader dell'opposizione Kemal Kılıçdaroğlu (politico turco originario di Tunceli). Erdogan ha ricordato al suo pubblico che il partito di Kılıçdaroğlu, il CHP, era al potere al momento del massacro, allora l'unico partito politico in Turchia. Ha descritto il massacro come "uno degli eventi più tragici della nostra storia vicina" affermando che, mentre alcuni hanno cercato di giustificarlo come una risposta legittima agli eventi sul campo, si è trattato in realtà di "un'operazione pianificata passo dopo passo".